# Aleksander Kaweczyński
Aleksander Kaweczyński (Kawieczyński) herbu Ostoja (zm. 1633) – podkomorzy wiłkomierski w latach 1627–1633, marszałek Trybunału Głównego Wielkiego Księstwa Litewskiego w 1633 roku, dworzanin Jego Królewskiej Mości.
Był członkiem konfederacji generalnej zawiązanej 16 lipca 1632 roku. Poseł wiłkomierski na sejm konwokacyjny 1632 roku. W 1632 roku był elektorem Władysława IV Wazy z województwa wileńskiego, podpisał jego pacta conventa.